# 天津 (月球)
天津，是天河基地附近的陨石坑，其中心点位于44.93°S、178.81°E，直径为3.9公里。2019年2月4日被命名为“天津”，此天津乃星官天津而非天津市。

## 命名
2019年1月，中国利用嫦娥二号和嫦娥四号高分辨月面影像数据，向国际天文学联合会申报了“天津”的命名，以中国古代星官天津为名。2月4日获得国际天文学联合会批准，并于2月15日由中国国家航天局、中国科学院和国际天文学联合会联合发布。
因与中国城市天津市同名，一些网友误解为天津以天津市为名。